# Кальвишкяй
Кальвишкяй (лит. Kalviškiai) — деревня в Висагинском самоуправлении Утенского уезда Литвы.

## История
Впервые Кальвишкяй упоминается в исторических документах 1783 года.

### Название
Своё название скорее всего получило из литовского слова kalvis, рус. холм.

## География
В деревне присутствует небольшое озеро.

## Население
| 1902                           | 1921 | 1959 | 1970 | 1979 | 1989 | 2001 | 2011 |
| ------------------------------ | ---- | ---- | ---- | ---- | ---- | ---- | ---- |
| 90                             | 70   | 50   | 39   | 39   | 15   | 12   | 8    |
| Гистограмма динамики населения |      |      |      |      |      |      |      |

## Архитектура
- Крест в деревне в память о 500-летии смерти Витовта Великого[1][4][5].